# Dominio de Pakistán
El Dominio de Pakistán (bengalí: পাকিস্তান অধিরাজ্য, Pakistan Odhirajjo; urdu: مملکتِ پاکستان, Mumlikāt-ē Pākistān), oficialmente Pakistán, fue un dominio federal independiente ubicado en el sur de Asia, surgido en 1947 tras la partición de la India británica en dos países soberanos (el otro era el Dominio de la India). El dominio, que incluyó lo que hoy en día son Pakistán y Bangladés, era la patria de los musulmanes del sur de Asia. Se convirtió en la República Islámica de Pakistán en 1956; y el Pakistán Oriental se separó de la unión para convertirse en Bangladés en 1971.

## Formación
El Dominio de Pakistán se formó el 14 de agosto de 1947 bajo el Acta de Independencia de la India del mismo año, que creó los dominios independientes de Pakistán y de la India y recibió la sanción real el 18 de julio de 1947. La India fue tratada por las Naciones Unidas como el estado sucesor de la antigua India británica. Como esta ya era un miembro de las organización, continuó con su asiento y no solicitó una nueva membresía. Sin embargo, Pakistán fue considerado un país recién independizado y tuvo que solicitar su adhesión a la organización internacional; fue admitido como miembro de la ONU poco después de su independencia, el 30 de septiembre de 1947.   
El monarca británico se mantuvo como jefe de Estado, el cual era compartido con otros miembros de la Mancomunidad Británica de Naciones. Las funciones constitucionales del monarca fueron delegadas en su mayoría al Gobernador General. El primer Gobernador General de Pakistán, Muhammad Ali Jinnah fue el presidente de la Liga Musulmana.

## Territorio
El Dominio de Pakistán era una federación de cinco provincias: Bengala Oriental (que más tarde se convirtió en Bangladés), Panyab Occidental, Baluchistán, Sind y la provincia de la Frontera Noroccidental. Además, algunos estados principescos que eran enclaves dentro de esas provincias también se unieron a la federación: estos incluyen Bahawalpur, Jairpur, Swat, Dir, Hunza, Chitral, Makrán y el Kanato de Kalat. Cada provincia tenía su propio gobernador, nombrado por el Gobernador General de Pakistán.

### Conflictos y disputas
En los primeros días de la independencia, millones de personas emigraron a través de las nuevas fronteras y más de cien mil murieron en una ola de violencia comunal. Algunos murieron de hambre o de agotamiento, mientras que otros de cólera y otras enfermedades que afectan a los refugiados de todo el mundo.
Surgieron disputas sobre varios estados principescos de mayoría musulmana, incluyendo Jammu y Cachemira, cuyo gobernante se adhirió a la India. El majarásh de Cachemira, Hari Singh, quiso fundar un principado independiente y trató de evitar la adhesión a uno u otro país. Cuando las fuerzas británicas se retiraron, el majarash de Cachemira decidió unirse a la India y luego envió tropas indias al estado para defenderla contra las fuerzas invasoras. Varias disputas y conflictos territoriales llevaron a la guerra indo-pakistaní de 1947, que terminó con Pakistán ganando el control de cerca de dos quintas partes del antiguo territorio cachemiro. Esta parte del estado se llama Azad Cachemira (Cachemira independiente).

## Reinado de Isabel II
Durante la coronación de la reina Isabel II en 1953, esta juró como reina de Pakistán, dado que Pakistán era todavía un dominio británico durante su coronación, mientras que la India ya no lo era (el Dominio de la India se había disuelto en 1950).
El Dominio de Pakistán dejó de existir y fue sucedido por la República Islámica de Pakistán tras la aprobación de la Constitución de Pakistán el 23 de marzo de 1956. Pakistán se convirtió en una república dentro de la Mancomunidad.
La reina y el duque de Edimburgo visitaron Pakistán como Jefes de la Mancomunidad en 1961 y 1997.
Pakistán abandonó la Commonwealth en 1972 tras la independencia de la antigua provincia del este pero se reincorporó en 1989, luego fue suspendido de la Commonwealth dos veces: primero del 18 de octubre de 1999 hasta el 22 de mayo de 2004 y por segunda vez del 22 de noviembre de 2007 a 22 de mayo de 2008.